# Vladimir Horowitz
Vladimir Samojlovič Horowitz, anglicizzato in Vladimir Horowitz, (in russo Владимир Самойлович Горовиц; Kiev, 1º ottobre 1903 – New York, 5 novembre 1989) è stato un pianista e compositore russo naturalizzato statunitense.

## Biografia
Nonostante Horowitz affermasse di essere nato a Kiev (allora Impero Russo), alcune fonti identificano il luogo di nascita con Berdyčiv, un paese abitato per lo più da persone di fede ebraica. Una sua cugina, Natasha Saitzoff, nel 1991 intervenne nel dibattito, affermando che tutti e quattro i fratelli Horowitz erano nati a Kiev. Interpellata in merito, tuttavia, anche la moglie di Horowitz, Wanda Toscanini, riteneva possibile la nascita a Berdyčiv. Questa ipotesi è avvalorata anche da documenti rabbinici. Non molto tempo fa è stato tuttavia trovato il certificato di nascita, che attesta la sua venuta al mondo a Kiev.
Nacque il 1º ottobre 1903 da una famiglia ebraica. Il suo anno di nascita fu però ufficialmente il 1904 sino al 1987, quando lo stesso pianista confessò al suo biografo che nel 1925 aveva dovuto ringiovanirsi di un anno (falsificando l'atto di nascita) per rinviare l'imminente servizio militare e potersi così recare a Berlino per una tournée e per studiare con Schnabel.

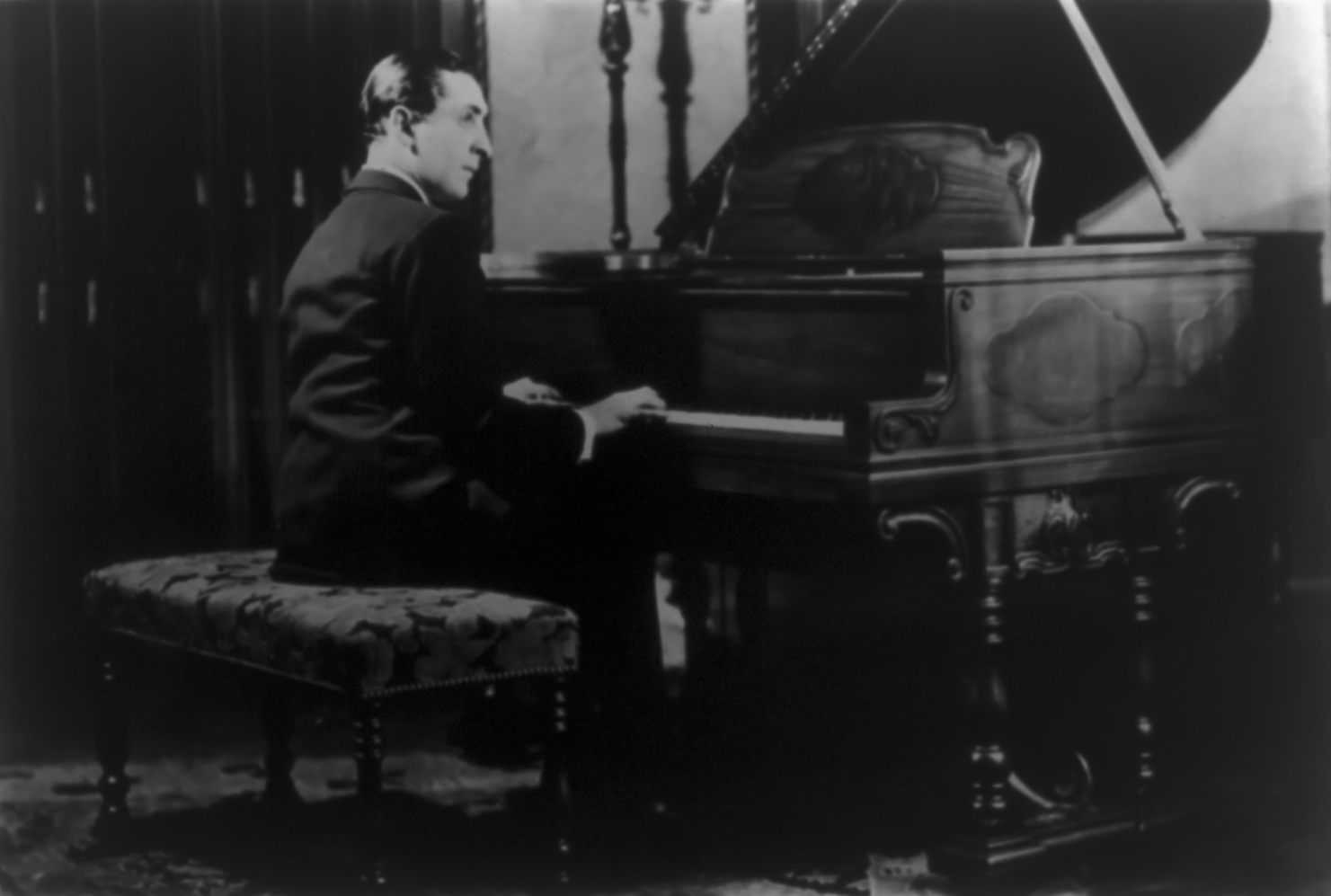
Horowitz al pianoforte (anni dieci/venti)

Fin da piccolo mostrò precocissime doti musicali: lo stesso Horowitz disse, in un'intervista del 1986, che, da piccolo, "suonava" con le dita sul vetro della finestra di casa sua e che, un giorno, suonò così forte da rompere il vetro, provocandosi ferite alle mani. Imparò le prime nozioni pianistiche dalla madre Sophie e avendo tra i suoi maestri Feliks Blumenfel'd. Dopo il suo ingresso in conservatorio, suonò, all'età di 11 anni, per Aleksandr Skrjabin, e si diplomò a 16 anni suonando il terzo concerto di Sergej Rachmaninov. Lo stesso Horowitz amava raccontare che i membri della commissione, di solito compassati ed estremamente severi, si alzarono in piedi per rendergli omaggio alla fine dell'esame. Nel 1920 suonò il primo concerto nell'Ivan Franko Gosudartsvennoj Akademičeskij Ukrainskij Teatr di Kiev.
Questo fu l'inizio di una carriera eccezionale, che lo portò a suonare nelle più prestigiose sale del mondo, quali la Carnegie Hall, La Scala e il Musikverein, con i migliori direttori d'orchestra (tra cui Toscanini, Ormándy-Blau e Mehta).
Nel 1925 lasciò l'Unione sovietica per una serie di concerti, per non farvi ritorno sino al 1986.
Il 1928 fu l'anno del suo esordio a New York con il primo concerto di Pëtr Il'ič Čajkovskij, sotto la bacchetta di Thomas Beecham. Il concerto suscitò una straordinaria impressione ed è forse l'episodio che, più di tutti, contribuì a far nascere la leggenda-Horowitz. A quanto pare, Beecham volle dirigere senza lo spartito davanti, anche se non lo conosceva così bene da poterselo permettere; inoltre, per mettere meglio in luce le proprie capacità, impose al solista tempi estremamente lenti. Horowitz, nel corso dell'esecuzione, si rese conto che il concerto sarebbe stato un fiasco e che ciò avrebbe potuto compromettere la sua carriera. Decise allora di staccare, nel terzo movimento, un tempo eccezionalmente mosso, in modo da fare emergere le sue doti tecniche (in particolar modo le famose ottave). Il successo finale fu clamoroso, anche se Rachmaninov, che sedeva fra il pubblico, successivamente inviò a Horowitz una lettera in cui lo rimproverava di aver ceduto alla tentazione dell'esibizionismo. Ciò tuttavia non compromise i rapporti fra i due musicisti, anzi: Horowitz andò a far visita a Rachmaninov, i due suonarono assieme e strinsero un'amicizia che durò fino alla morte di quest'ultimo (1943).
Nell'ottobre del 1932 Horowitz, che era ormai uno dei musicisti classici più famosi e meglio pagati del mondo, eseguì alla Carnegie Hall di New York il concerto "Imperatore" di Beethoven sotto la direzione di Toscanini. Questo evento segnò l'inizio di una stretta collaborazione tra i due musicisti. Nel 1933 Horowitz sposò la figlia di Toscanini, Wanda. Nel 1936 il pianista, convinto di essere malato di appendicite, si fece operare. L'intervento chirurgico non ebbe successo e provocò l'insorgere di una flebite, che costrinse il musicista a interrompere l'attività concertistica per tre anni.
Una seconda interruzione si verificò nel 1953. Horowitz, alle prese con gravi problemi di natura fisica e psicologica, insoddisfatto delle sue scelte artistiche e preso di mira da parte della critica, si ritirò dalle scene, stavolta per ben dodici anni. Durante questo periodo si dedicò allo studio e all'insegnamento e registrò diversi dischi. Il ritorno all'attività concertistica avvenne il 9 maggio 1965, alla Carnegie Hall. Horowitz ottenne un successo straordinario e gran parte della critica giudicò più mature le sue interpretazioni, anche se la registrazione del concerto dimostra che la tenuta tecnica del pianista non era più quella di un tempo.
A partire dalla metà degli anni settanta Horowitz attraversò un periodo di declino fisico e artistico, dovuto all'abuso di psicofarmaci. Le sue esecuzioni, precedentemente caratterizzate da una ferrea tenuta ritmica, si fecero via via meno precise, più manierate e sconnesse, focalizzate più sul singolo particolare che sulla tenuta dell'insieme. La crisi raggiunse la sua acme durante la tournée del 1983, che prevedeva i primi concerti di Horowitz in Giappone. Proprio in occasione di queste esibizioni il pianista, salito sul palcoscenico in condizioni di semitorpore e confusione mentale, toccò il punto più basso della sua carriera.
Nel 1985, dopo due anni di riposo, nuovamente in salute e rinato artisticamente, Horowitz dimostrò di aver recuperato il proprio talento. La sua prima apparizione post-ritiro non fu sul palco, ma nel documentario Vladimir Horowitz: the Last Romantic. Gli ultimi anni della sua vita furono caratterizzati da un'intensa attività concertistica e discografica, sempre accompagnata da un notevole successo di pubblico. Molti critici, come Harold Charles Schonberg e Richard Dyer, sostennero che l'attività successiva al 1985 fosse stata senz'altro superiore a quella delle stagioni precedenti, e forse la migliore della sua intera carriera. Fra i concerti tenuti nel 1985, si ricordano quelli dati al Teatro alla Scala di Milano.
Nel 1986 Horowitz tornò nell'Unione Sovietica, esibendosi a Mosca e a Leningrado. Nel nuovo clima di dialogo e distensione tra URSS e USA, questi concerti furono visti come eventi ricchi di significato politico. Dal concerto di Mosca, in onda in diretta internazionale, fu ricavato un compact disc intitolato Horowitz in Moscow, che raggiunse l'apice delle classifica Billboard riservata alla musica classica per oltre un anno (il filmato di questo eccezionale evento è oggi disponibile in DVD). Nacque una polemica: molti biglietti furono riservati all'élite sovietica e solo pochi studenti di musica poterono assistere al concerto; per questo, verso la fine della seconda traccia si può distinguere il tentativo degli studenti di disturbare l'evento. In seguito il pianista tornò in Giappone e riscattò la disastrosa tournée del 1983 con alcuni straordinari concerti.
Nello stesso anno ricevette la Presidential Medal of Freedom, la più alta onorificenza statunitense conferita ai civili, dal presidente Ronald Reagan. La sua ultima tournée si svolse in Europa (primavera del 1987. Dal concerto tenuto al Musikverein fu tratto il filmato Horowitz in Vienna, pubblicato nel 1991). Tenne l'ultimo concerto ad Amburgo il 21 giugno 1987, ma continuò a registrare sino alla morte, avvenuta il 5 novembre 1989 per un infarto. Fu tumulato nell'edicola funeraria dei Toscanini nel Cimitero Monumentale di Milano.

## Il repertorio e lo stile pianistico
Il repertorio solistico di Horowitz era ampio, ma assai frammentario. Infatti, non prediligeva dedicare i suoi programmi a integrali, ma preferiva dedicarsi alle composizioni che più gli interessavano. Esso era basato sulla triade dei grandi compositori romantici (Chopin, Liszt e Schumann), autori dei quali è riconosciuto fra i più grandi interpreti. Tuttavia, nel suo repertorio trovavano spazio musicisti di ogni epoca, dal Barocco (Domenico Scarlatti) alla Prima scuola di Vienna (Mozart, Haydn, Beethoven) sino ai tardoromantici, simbolisti e moderni russi (Rachmaninov, Skrjabin, Prokofiev). Horowitz ha il merito di aver fatto conoscere al vasto pubblico le opere di compositori poco conosciuti o sottovalutati, come Skrjabin, Muzio Clementi, Kabalevskij, Samuel Barber e altri ancora, nonché di aver eseguito opere importanti ma alla sua epoca di raro ascolto, come gli Studi di Debussy e le Sonate di Prokofiev. Contrariamente a quello solistico, il repertorio per pianoforte e orchestra era alquanto limitato; rarissimo nel lascito discografico del pianista, in quanto praticato quasi solo nei primi anni di carriera, il repertorio cameristico.
Particolarmente vasto, invece, il repertorio di trascrizioni. Horowitz era un grande appassionato del Belcanto italiano, della produzione operistica ottocentesca in generale e, soprattutto, delle loro trascrizioni. Horowitz è stato educato all'ascolto di queste opere dai genitori, su consiglio di Alexander Skrjabin. Quando il maestro suonò per Skrjabin, qualche anno prima della sua morte, il compositore disse che sarebbe diventato un grande pianista, ma che la sua educazione era ancora poco vasta, incompleta, limitata al solo repertorio pianistico (Horowitz aveva 11 anni), e che avrebbe dovuto essere educato alla letteratura, alla pittura (Horowitz, fino agli anni '50, era un appassionato collezionista di quadri) e alla musica orchestrale e, appunto, lirica. Negli anni successivi, Horowitz studiò svariate trascrizioni di opere di Mozart, Verdi, Kalman, Rossini, Bizet, Wagner e molti altri, alcune delle quali arrangiate dal lui stesso. Horowitz fu immortalato per due volte, nel 1978 e nel 1985, dalla televisione americana e italiana, nell'atto di suonare delle trascrizioni di Kalman, Verdi (Rigoletto, arr. Liszt) e Mozart (Reminiscences de Don Juan). In Conservatorio veniva spesso criticato per via del suo eccessivo amore verso tali trascrizioni. Horowitz le suonava molto spesso in privato - da solo o per gli ospiti - e talvolta anche in pubblico, ma, una volta arrivato e stabilitosi negli Stati Uniti, non sono mai più state programmate nei concerti. Nel lascito discografico, l'unica registrazione pervenutaci è quella ufficiale del Liebestod di Wagner (Mild und leise), arrangiato per pianoforte da Liszt (S.447). Tale registrazione è da considerarsi una vera e propria perla, in quanto effettuata solo 4 giorni prima della morte di Horowitz, e rappresenta solo un piccolo frammento del suo vasto amore verso questo genere di composizioni.
Horowitz è ritenuto da tutti critici uno dei più grandi virtuosi del pianoforte che siano mai esistiti. La sua tecnica era e rimane inimitabile, in quanto frutto di un controllo assoluto e di un rapporto organico con lo strumento, non solo per la capacità di esprimere una stupefacente combinazione di potenza, leggerezza e agilità, ma soprattutto per la caleidoscopica varietà timbrica di cui egli era capace persino nei passi più rischiosi. Alcune raffinatezze tecniche in ambito pianistico come le ottave ripetute, i trilli col quarto e quinto dito e i tremoli hanno trovato in Horowitz una delle massime espressioni. L'utilizzo del pedale di risonanza poteva essere di volta in volta molto abbondante oppure ridottissimo, in modo da mettere in luce la perfezione dell'articolazione e le minime sfumature dinamiche, di fraseggio e di tocco. Tale apparato tecnico veniva talvolta utilizzato da Horowitz per dare vita a esecuzioni frenetiche, dionisiache, caratterizzate da una direzionalità ritmica implacabile e dal più totale, elettrizzante sprezzo del pericolo. Tuttavia, era raro che l'esibizionismo più frivolo finisse col prevalere: alla tecnica si accompagnava un raro istinto musicale, che permetteva al pianista di cogliere e mettere in luce il lato emotivo delle composizioni affrontate con indiscutibile potenza espressiva. Horowitz credeva fermamente nell'unicità dell'atto creativo, e questo lo spingeva a offrire sempre nuove interpretazioni delle sue pagine pianistiche preferite, dalle quali emergevano sempre nuovi particolari. Nella seconda metà degli anni ottanta il modo di suonare di Horowitz cambiò notevolmente. Non essendo più capace, se non per brevi tratti, del travolgente virtuosismo giovanile, il pianista maturò uno stile rilassato, in cui l'urgenza drammatica lasciava posto a sonorità crepuscolari e atmosfere sognanti. In questo periodo, Horowitz suonò e registrò diverse composizioni di Mozart, che riteneva il più grande di tutti i compositori. Non sempre lo stile di Horowitz ha incontrato il favore della critica. Specialmente negli anni quaranta, una parte di essa, capitanata da Virgil Thomson, si schierò apertamente contro di lui, accusandolo di essere nevrotico, di esagerare e di deformare la musica suonata. Altri critici, come Harold Schonberg, Neville Cardus e Karl Schumann, presero invece posizione a suo favore. Uno dei motivi per cui Horowitz veniva contestato era la sua abitudine di intervenire spesso sul testo: a volte si trattava di cambiamenti minimi, ma altre volte gli interventi erano vere e proprie opere di riscrittura, sino a giungere (come nel caso dei Quadri da un'esposizione di Musorgskij) alla creazione di pagine di cui Horowitz diventava a tutti gli effetti il coautore. Il compositore che fu più spesso oggetto di sperimentazione per Horowitz fu Liszt. Particolarmente noto il suo arrangiamento della seconda Rapsodia Ungherese e di altre Rapsodie. Nonostante il maestro fosse, per l’appunto, molto criticato per questi pesanti interventi sul testo originale, egli motivava le sue scelte dicendo più volte che tali pratiche erano molto diffuse nell’Ottocento (Liszt stesso, durante un’esecuzione dal vivo, modificava alcune parti o “riscriveva” addirittura intere sezioni dei suoi brani, quasi sempre improvvisando) e che se il fine di questi cambiamenti è quello di “migliorare” quanto scritto dal compositore o, semplicemente, sono di buon gusto e non vanno a rovinare o a stravolgere il discorso musicale complessivo, allora sono più che leciti. Il problema della fedeltà allo spartito e dell'intangibilità dello stesso è tutt'oggi molto dibattuto, e fra i musicologi si riscontrano opinioni contrastanti.

### L'approccio alla programmazione dei concerti
Horowitz era molto astuto nel programmare i concerti. Una volta ha paragonato la costruzione di un ottimo programma alla pianificazione di un buon pasto: un antipasto leggero, un piatto principale più corposo, un dessert sfizioso. L'idea di programmare le ultime tre Sonate di Beethoven o le ultime due di Schubert era per lui una prassi oramai superata. In effetti, i programmi dedicati a un solo compositore erano rarissimi per Horowitz, con eccezioni come il concerto internazionale di maggio 1978 a Carnegie Hall, quando Horowitz programmò esclusivamente pezzi di Chopin.
L'obbiettivo principale di Horowitz era quello di creare un'atmosfera densa e mantenere l'attenzione del pubblico. Tutto ciò doveva avvenire nel più dignitoso dei modi: nonostante egli fosse, secondo coloro che lo hanno conosciuto o hanno vissuto con lui, una persona molto divertente e giocosa, Horowitz mostrava sempre estrema serietà come musicista, sia in concerto che in studio; infatti, rifiutò stizzito la proposta di RCA di registrare Rapsody in Blue, di G. Gershwin, e un album di marce (nonostante questa scelta avrebbe attirato l’attenzione di una fetta di pubblico maggiore).
Quasi invariabilmente, Horowitz programmava i suoi concerti attorno a una o due opere più grandi (ad esempio, la Sonata in si bemolle minore di Rachmaninoff, op. 36 o il suo arrangiamento dei Quadri di un'esposizione di Mussorgsky) che, salvo rare eccezioni, venivano eseguite durante la prima metà del concerto.
Dopo il ritorno del 1965, Horowitz, generalmente, aveva un programma al quale rimaneva fedele per tutta la stagione, a volte con pezzi aggiuntivi, pronti nel caso dovesse suonare due volte nella stessa città. Ad esempio, nella stagione 1985-1986 suonò la Kreisleriana op. 16 di Schumann e la Sonata k.330 di Mozart, con alcune opere aggiuntive per bilanciare i tempi.
Spinto da un duplice desiderio di mantenersi musicalmente fresco e dare al suo pubblico qualcosa di nuovo, i suoi programmi generalmente presentavano almeno un'opera completamente nuova nel suo repertorio o qualcosa che non suonava da molti anni.

### Allievi
A partire dal 1944 Horowitz cominciò a lavorare con un gruppo selezionato di giovani pianisti. Il primo fu Byron Janis, che studiò con lui sino al 1948; Janis descriveva il suo rapporto con Horowitz come quello tra padre e figlio, e spesso seguiva lui e la moglie durante le tournée. Nel corso del suo secondo ritiro, seguì diversi altri allievi, quali Gary Graffman (1953–1955), Coleman Blumfield (1956–1958), Ronald Turini (1957–1963), Alexander Fiorillo (1950–1962) e Ivan Davis (1961–1962). Dopo una pausa, tornò a insegnare negli anni '80, lavorando con Murray Perahia (che già era un pianista affermato) e Eduardus Halim. Horowitz si preoccupava che gli studenti non diventassero (o non fossero considerati) sue fotocopie, sicché non pubblicizzava mai le lezioni e ripeteva a ciascuno di loro "Non ti sto insegnando. Sto dandoti dei consigli". Verso la fine della sua carriera, il pianista ammise tra i suoi allievi solo Janis, Graffman e Turini.

## Vita privata
Nel 1933, Horowitz sposò con rito civile Wanda Toscanini (1907-1998), figlia di Arturo Toscanini. Non furono un problema le differenze religiose (l'uno ebreo, l'altra cattolica), in quanto nessuno dei due era osservante. Uno scoglio, comunque non insormontabile, era invece rappresentato dalla lingua: se Vladimir parlava appena l'italiano, Wanda non conosceva per niente il russo – sicché comunicavano tra loro in francese. Ebbero una sola figlia, Sophie Horowitz, detta Sonia (1934–1975), morta prematuramente per un'overdose e tumulata nella tomba dei Toscanini: non è chiaro se si trattasse di un incidente o di un suicidio.
Nonostante il matrimonio, persistenti dicerie sostenevano che fosse omosessuale. Rubinstein diceva di Horowitz: "Tutti sapevano e accettavano che lui fosse omosessuale...". Durante il periodo passato con Horowitz, David Dubal scrisse che l'ormai ottantenne pianista non sembrava più avere un'attività sessuale, ma "non c'era alcun dubbio che fosse fortemente attratto dal corpo maschile, e molto probabilmente questo gli provocò una frustrazione nel corso della sua vita". Dubal osservava inoltre che Horowitz esprimeva una forte sessualità istintiva proprio attraverso il pianoforte. Horowitz, che negava di essere gay, un giorno scherzò: "Ci sono tre tipi di pianisti: i pianisti ebrei, i pianisti omosessuali e i cattivi pianisti".
Negli anni quaranta, Horowitz avrebbe cominciato a farsi visitare da uno psichiatra con il tentativo di cambiare il proprio orientamento sessuale. Negli anni sessanta e, ancora, negli anni settanta, si sottopose alla terapia elettroconvulsivante per guarire dalla depressione. A partire dal 1982, a Horowitz vengono prescritti antidepressivi, mentre vi sono rapporti medici che attestano l'abuso di alcol. Di conseguenza, la sua attività pianistica dimostrò da questo momento un declino percettibile. Le sue performance negli Stati Uniti d'America e in Giappone nel 1983 furono segnate da lapsus e perdite del controllo fisico (un critico giapponese paragonò Horowitz a "un prezioso e antico vaso che si era rotto"). In effetti non suonò più in pubblico nei due anni successivi.
Negli anni '40, suo padre Samuel Horowitz (1871-1940) e il fratello Gregory Horowitz (1901-1946) morirono nei gulag. Sua sorella, la pianista Regina Horowitz (1900-1984), visse in Ucraina, era solista e accompagnatore presso la Filarmonica di Kiev e Charkiv, era anche docente al Conservatorio di Charkiv e insegnava alla Scuola di Musica per bambini dotati.

## Discografia parziale
- Beethoven: Piano Sonatas Nos. 8, 14, 21 & 23 - Vladimir Horowitz, 1964 CBS/BMG/Sony
- Mozart, Conc. pf. n. 23/Son. pf. n. 13 - Horowitz/Giulini/La Scala, 1987 Deutsche Grammophon - Miglior interpretazione solista di musica classica con orchestra (Grammy) 1989
- Mozart, Son. pf. n. 3, 10, 13 - Horowitz, Deutsche Grammophon
- Mussorgsky, Quadri da un'esposizione - Horowitz, 1951 RCA Victor Red Seal - Grammy Hall of Fame Award 1999
- Schumann, Kinderszenen/Kreisleriana - Horowitz, Deutsche Grammophon
- Tchaikovsky, Piano Concerto No. 1 - Horowitz/NBC Symphony Orchestra/Arturo Toscanini - 1941 (live alla Carnegie Hall) Naxos Historical - Grammy Hall of Fame Award 1998
- Horowitz, Last romantic - Busoni/Mozart/Chopin, 1985 Deutsche Grammophon
- Horowitz, The complete recordings on DG - Registrazioni complete DG, 1985/1988 Deutsche Grammophon
- Columbia Records Presents Vladimir Horowitz - Grammy Award for Best Instrumental Soloist Performance (without orchestra) e Grammy Award al miglior album di musica classica 1963
- The Sound of Horowitz - Columbia - Grammy Award for Best Instrumental Soloist Performance (without orchestra) 1964
- Beethoven/Debussy/Chopin, Vladimir Horowitz - Columbia - Grammy Award for Best Instrumental Soloist Performance (without orchestra) 1965
- Horowitz At Carnegie Hall (An Historic Return), 1965 Columbia - Grammy Award for Best Instrumental Soloist Performance (without orchestra) e Grammy Award al miglior album di musica classica 1966 e Grammy Hall of Fame Award 2002
- Horowitz Plays Rachmaninoff, Etudes - Grammy Award for Best Instrumental Soloist Performance (without orchestra) e Grammy Award al miglior album di musica classica 1972
- Horowitz Plays Chopin, Columbia/RCA/CBS/BMG/Sony - Grammy Award for Best Instrumental Soloist Performance (without orchestra) 1973
- Vladimir Horowitz plays Scriabin - RCA - Grammy Award for Best Instrumental Soloist Performance (without orchestra) 1974
- Concert of the Century - Stern/Bernstein/Rostropovich/New York Philharmonic/Oratorio Society of New York/Horowitz/Menuhin, 1976 SONY BMG - Grammy Award al miglior album di musica classica 1978
- Rachmaninoff, Concerto n. 3 - Horowitz/New York Philharmonic/Ormandy - Golden Jubilee Concert 1978 - RCA- Miglior interpretazione solista di musica classica con orchestra (Grammy) 1979
- Horowitz: The Studio Recordings, New York 1985, Deutsche Grammophon - Grammy Award al miglior album di musica classica e Grammy Award for Best Classical Performance – Instrumental Soloist or Soloists (with or without orchestra) 1987
- Horowitz, Horowitz a Mosca - Scarlatti/Mozart/Rachmaninov, 1986 Deutsche Grammophon - Grammy Award for Best Instrumental Soloist Performance (without orchestra) e Grammy Award al miglior album di musica classica 1988
- Horowitz, The Last Recording - 1990 SONY BMG - Grammy Award for Best Instrumental Soloist Performance (without orchestra) 1991
- Horowitz, Discovered Treasures (D. Scarlatti, J.S. Bach, Clementi, Chopin, Medtner, ecc.) - 1992 Sony - Grammy Award for Best Instrumental Soloist Performance (without orchestra) 1993
- Horowitz, Return to Chicago (Live, Orchestra Hall, 26/10/1986) - Contiene 2 interviste, 2015 Deutsche Grammophon
- Horowitz In Hamburg - The Last Concert - Vladimir Horowitz, 1987 Deutsche Grammophon

## Onorificenze

Horowitz riceve la Presidential Medal of Freedom da Ronald Reagan e dalla first-lady Nancy Reagan